# Ricardo Sánchez
Ricardo Sánchez Alarcoó (Madrid, 24 febbraio 1971) è un pallanuotista spagnolo, vincitore di una medaglia d'argento ai giochi olimpici di Barcellona 1992.